# Chrysotrichia likliklang
Chrysotrichia likliklang är en nattsländeart som beskrevs av Wells 1990. Chrysotrichia likliklang ingår i släktet Chrysotrichia och familjen smånattsländor. Inga underarter finns listade i Catalogue of Life.